# NGC 3257
NGC 3257 (również PGC 30849) – galaktyka eliptyczna (E/SB0), znajdująca się w gwiazdozbiorze Pompy. Odkrył ją John Herschel 2 maja 1834 roku.